# Forages et Exploitations Pétrolières
Forages et Exploitations Pétrolières (Forex) was een Franse boormaatschappij die in 1942 werd opgericht door Raymond Godet. Dit was de eerste boormaatschappij in Frankrijk in een tijd dat oliemaatschappijen het boren meestal zelf uitvoerden. In 1985 werd het samengevoegd met Southeastern Drilling Company (Sedco) tot Sedco Forex. In 1999 fuseerde dit bedrijf met Transocean tot Transocean Sedco Forex.

## Beginjaren
Godet had ervaring opgedaan in de olievelden van Roemenië en Irak en had in Roemenië Amédée Maratier ontmoet die hij als technisch directeur van Forex aanstelde. Er werd een boortoren van Wirth aangeschaft die met stoom werd aangedreven. In opdracht van Régie Autonome des Pétroles (RAP) werd begonnen met boren in het Saint-Marcet-veld in het zuidwesten van Frankrijk aan de voet van de Pyreneeën. Enkele ervaren mannen leidden een onervaren ploeg van mannen die zo ook de Duitse Arbeitseinsatz vermijden.
In 1946 kreeg het bedrijf de beschikking over de Trauzi, een boortoren die het Franse leger aantrof in het Ruhrgebied en die dieselaangedreven was. Daarmee ging het aan de slag voor Société Nationale des Pétroles d'Aquitaine (SNPA) in Hautes-Pyrénées bij Trie-sur-Baïse. In 1949 werd een vestiging geopend in Billère bij Pau die open bleef tot in de jaren 1960, waarna de groei van het bedrijf en daarmee het internationale werkveld het noodzakelijk maakte om de uitrusting ter plaatse te bouwen en onderhouden.
In 1950 verkreeg Forex de opdracht om te boren in het Soultz-veld bij Pechelbronn. Hiertoe werd een Idéco H 40 ingezet die met behulp van het Marshallplan was aangeschaft. In 1949 kreeg Forex de beschikking over een boorinstallatie van Failing na een werkbezoek aan de Verenigde Staten door Maurice Lepreux. Deze installatie werd in Italië gebruikt bij boringen op water. Ook sloot Forex een contract met de Compagnie Générale de Geophysique (CGG) voor seismische boorcampagnes in het Bekken van Parijs. CGG was in 1931 opgericht door de gebroeders Schlumberger en zo ontstond de relatie met Schlumberger. In 1955 brachten de activiteiten rond Parijs Forex ertoe om zich in Gagny te vestigen, maar daar vertrok het alweer in 1958 toen de boringen in die regio stopten.
In 1949 was in de bovenste lagen van het Lacq-veld al olie ontdekt, maar pas in 1951 werd met een diepe boring het gasveld ontdekt. Forex plaatste in 1957 twee zware boorinstallaties. In 1953 kreeg Forex de opdracht van Esso om te boren in het bekken van Parentis. Esso achtte het materieel van Forex echter onvoldoende om in het diepe bekken te boren en daarop kocht Forex een PR 1050 waarmee zij op 25 maart 1954 het Parentis-veld ontdekten. Forex groeide sterk in deze jaren en had zijn hoofdvestiging ondertussen in Parijs. In januari 1955 stierf Godet en nam Maratier het roer over.

## Sahara
De relatie tussen Godet en Maratier kwam onder druk te staan en daarop begon Maratier zijn eigen bedrijf in Marokko, Nord-Africaine de Forage et d'Exploitation Pétrolière (Norafor). Al in 1934 was in Marokko olie ontdekt en de Direction des Carburants stimuleerde de olie-exploratie. Forex leverde personeel en in 1952 begon Norafor met een Failing 2500 voor RAP te boren bij In Salah in Algerije. Ook in Italië en Madagaskar werden opdrachten binnengehaald. 
In 1956 werd het eerste Algerijnse olieveld ontdekt, Edjeleh, waarmee het werk in de Sahara voor Norafer echt op gang kwam. Daartoe werden een EMSCO 250 en een EMSCO 1500 aangeschaft. Daarna werd het El Gassi-veld ontdekt, dat in december 1959 voor het eerst naar Frankrijk exporteerde.
Forex zelf voert seismische boringen uit in Algerije via het in 1951 opgerichte Société Algérienne de Travaux de Recherche et d'Entreprise (Altraven). De eerste opdracht was in 1953 van Société des pétroles d'Aumale. Vanaf 1955 begon de samenwerking met Société Nationale des Petroles du Languedoc Méditerranéen (SNPLM). Dat jaar splitste SNPLM zich in een productiebedrijf, een hoofdaannemer, de Compagnie d'Exploration Pétrolière, en een boorbedrijf, de Société Languedocienne de Forage Pétrolier (Languedocienne).
De nationalisatie van het Suezkanaal in juli 1956 maakte duidelijk hoe afhankelijk Frankrijk was van het Midden-Oosten en hoe instabiel die regio was. De Franse regering stimuleerde daarop de oliewinning in overzees Frankrijk, la France d'outre-mer.
In Frankrijk zelf namen rond 1959 de mogelijkheden af, waarna Altraven op 1 mei 1959 opging in Forex. In 1961 werd Norafor overgenomen en vanaf dan werd in Algerije onder de naam Forex gewerkt. In Marokko werden de werkzaamheden beëindigd, ook vanwege nieuwe ongunstige douaneheffingen door het net onafhankelijk geworden land.
De in 1954 begonnen Algerijnse onafhankelijkheidsoorlog had aanvankelijk weinig invloed, tot de situatie in 1962 aan het einde van het conflict kritisch begon te worden. De seismische boringen namen hierna af, maar in 1963 bereikten de resultaten voor Algerije nog recordhoogtes, goed voor 63% van de omzet van Forex. De olie- en gasboringen zouden voortduurden tot 1971. In 1970 werkte zo'n 75% van het personeel van Forex in de Sahara, iets wat het bedrijf in belangrijke mate gevormd heeft, onder meer met de ontwikkeling van nieuwe technieken.
De olievondsten in Algerije stimuleerden de exploratie in Libië, waar in 1957 de eerste olie werd geproduceerd. Forex begon in 1958 in Libië met enkele Failing 1500's in opdracht van Gulf Oil. Aanvankelijk waren de boringen echter beperkt tot waterputten en seismische boringen. Na de Algerijnse onafhankelijkheid in 1962 probeerde Forex echt voet aan de grond te krijgen in Libië. In 1964 bracht het zwaar boormaterieel in het land, maar de inzet hiervan was aanvankelijk beperkt.
De opbouw in Libië ging moeizaam en vergde veel inspanningen. In september 1969 kwam de Libische revolutie tussenbeide waarbij koning Idriss af werd gezet. Daarna raakten zes van de tien installaties van Forex inactief en werden verlaten onder het zand. Enkele werden overgenomen door Coface en kwamen daarna weer in dienst.

### Gassi-Touil-blow-out
In het Gassi-Touil-veld boorde Forenco voor Compagnie d'Exploration Pétrolière toen op 3 november 1961 een grote blow-out plaatsvond. Het lukt niet deze onder controle te krijgen en negen dagen later vond een enorme explosie plaats. De enorme vlam die tot ruim 200 meter hoog reikte, was zichtbaar voor John Glenn toen deze in zijn Friendship 7 rond de aarde cirkelde en werd ook wel de Devil's Cigarette Lighter genoemd. Red Adair werd er met zijn team bijgehaald, waarna het nog tot april 1962 duurde voordat men de brand meester was, terwijl de boorput pas in juni 1962 onder controle was.

## Gabon
In 1956 werd in Gabon bij Pointe Clairette olie ontdekt door Société des Pétroles d'Afrique Equatoriale Française (SPAEF). Forex werd de eerste boormaatschappij in de regio en wist hiermee in 1957 de resultaten te verdubbelen.

## Overnames
Aan het begin van de jaren 1960 was er sprake van een kleine recessie. Een contract met Mobil voor Nigeria mislukte, de Algerijnse oorlog liep op zijn einde, onderhandelingen met Arabische landen verliepen moeizaam en een potentieel contract in Argentinië liep op niets uit. De concurrentie had het echter moeilijker met de recessie en zo werd Compagnie industrielle de travaux (CITRA) in 1961 overgenomen, in 1962 gevolgd door Forafrance, waarna in 1963 de helft van het materieel van Division Indépendante de Forage over werd genomen. Hierna beschikte Forex over 35 boorinstallaties met daarnaast een flink aantal Failing's. In die tijd fuseerde Languedocienne met Forenco. Het bedrijf dat zo ontstond beschikte over 40 installaties. In 1965 nam Forex Camdrill over, een Amerikaanse boormaatschappij.

## Nigeria
Aan het begin van de jaren 1960 probeerde Forex met weinig succes vanuit Port Gentil voet aan de grond te krijgen in Nigeria. Vanaf 1963 kwam hier met de neergang in Algerije meer de nadruk op te liggen en in 1964 werd een vestiging geopend in Port Harcourt. Met een Ideco Super 7/11 van Forex werd daarna het Obagi-veld ontdekt. In 1966 waren er vier installaties aan het werk voor Agip en Safrap. In 1967 brak de Biafra-oorlog uit, wat leidde tot het uitstel van enkele projecten. Forex wist zo in 1968 projecten over te nemen die Shell eerder aan Santa Fe en IDC had gegund. Shell werd hierna al snel de grootste klant. Forex liet hiervoor twee swamp barges bouwen, de Lutèce en de Belle-Isle.

## Midden-Oosten
In 1964 richtten Petromin, Languedocienne en Forex een joint-venture op met het Saoedische Ministerie van Aardolie en Minerale Hulpbronnen in Saoudi-Arabië, de Arabian Drilling Company (ADC). Het duurde lang voordat het eerste contract binnen werd gehaald, maar voor het Mineral Drilling Department zocht de combinatie in het westen van Saoedi-Arabië naar sporen van de koper- en de goudmijnen van de koning Salomo. Hiermee overleefde ADC tot er een meer conventionele opdracht binnenkwam. In februari 1966 werden met Neptune voor de Arabian Oil Company twee offshoreboringen uitgevoerd, AD1 en AD2.
In 1968 plaatste ADC een installatie bij Aramco en begon Forex met Languedocienne een Iraans bedrijf, Foriran. Forex zelf boorde dat jaar voor Elf zijn eerste boorgat in Irak bij Basra. Met Languedocienne begon Forex in Brazilië in 1964 Langfor, waarmee het voor Petrobras in de regio Bahia aan het werk ging.

## Offshore
Om het verlies van Algerije te compenseren, zocht Forex niet alleen in andere landen, maar ook in de offshore. Dit was een gefaseerd proces, waar aanvankelijk personeel naar een jackup bij Gabon en een platform in de Golf van Mexico werd gestuurd. Nadat het personeel ervaring had opgedaan, werd er geïnvesteerd in materieel, maar de omvang daarvan leidde tot een samenwerking met Languedocienne-Forenco. In 1962 werd met hen Société de Forages en Mer Neptune opgezet, kortweg Neptune.
In 1964 werden drie boorplatforms gebouwd, de Roger Buttin, de Neptune 1 en de Neptune Gascogne. De eerste was van Compagnie d'Exploration Pétroliére (CEP) die door Neptune werd uitgerust met boormaterieel en personeel. Dit was een DeLong-platform dat echter na enkele dagen boren voor Société des Pétroles d'Afrique Equatoriale Française (SPAFE) voor de kust van Kameroen door trillingen kapseisde.
Met die ervaring werd voor de andere twee platforms gekozen voor een ander type, die van LeTourneau. Hiervoor verkreeg Neptune staatsgarantie op de benodigde lening, op voorwaarde dat de platforms in Frankrijk werden gebouwd. Dit gebeurde bij CFEM in Rouen, en Dubigeon in Nantes, die de platforms in 1965 opleverden. Dit leverde nog wel enige problemen op, aangezien de golfperiodes in de Golf van Biskaje langer zijn dan die in de Golf van Mexico en de Middellandse Zee.
Daarnaast werkten Forex en Languedocienne samen op de Noordzee, waar zij het in 1967 gebouwde Unifor 1 voor het Leman-veld bemanden voor Shell met een deels Franse en deels Amerikaanse bemanning.
Voor dieper water ontwierp het Institut Français du Pétrole een halfafzinkbaar platform (semi). Na het afsluiten van een contract met Elf werd de eerste semi van dit ontwerp gebouwd door CFEM. Deze Pentagone 81 werd opgeleverd in 1969. Omdat Forex geen ervaring had met boren vanaf een drijvend platform, haalde het de expertise van Shell. Deze had enkele jaren daarvoor al veel kennis gedeeld met de industrie in de Shell Course for Industry, Floating Drilling and Underwater Well Completions. De Pentagone 81 begon in de Golf van Biskaje voor Shell en ging daarna naar de Noordzee, waar het in 1971 het Frigg-veld ontdekte.

## Forex-Neptune
In 1952 had Schlumberger al een aandeel genomen in Forex, toen nog vooral uit sympathie voor Raymond Godet die om financiering vroeg. Na het overlijden van Godet in 1955 werd een deel van zijn aandelen ook aan Schlumberger verkocht. In 1968 verkocht de zoon van Raymond Godet, Gérard Godet, zijn aandelen aan Schlumberger, dat daarmee een meerderheidsaandeel in Forex verkreeg. Maratier stimuleerde in 1970 aandeelhouders om hun aandeel ook aan Schlumberger over te doen.
In mei 1970 verwierf Schlumberger het 50% aandeel van Languedocienne-Forenco in Neptune van Paribas. Op 1 januari 1971 verwierf Schlumberger 100% van de aandelen van Forex, waarna de juridische fusie tussen Forex-Inter en Echos-Neptune tot Forex-Neptune op 31 december 1972 van kracht werd.
In 1970 kwam 70% van de omzet uit vier landen: Frankrijk, Nigeria, Libië en Algerije. De activiteiten in Frankrijk werden al langere tijd minder en Libië en Algerije kenden politieke moeilijkheden. Met Schlumberger was Forex-Neptune echter in staat te internationaliseren, iets wat versneld werd met de oliecrisis van 1973 en opnieuw met de oliecrisis van 1979.
Elektrische boorinstallaties van General Electric vervingen vanaf 1972 de mechanisch installaties. Met de financiële steun van Schlumberger was Forex-Neptune niet meer afhankelijk van leningen en daarmee ook niet aan de voorwaarde om in Frankrijk te bouwen. Het volgende platform kon dan ook voor een betere prijs gebouwd worden in de Verenigde Staten. De Pentagone 82 werd in 1973 opgeleverd. Forex-Neptune liet het pas bouwen nadat het een contract had binnengehaald en bouwde geen platforms op speculatie. De Pentagone had een goed zeegedrag, maar was met zijn vijfhoekige vorm niet gebouwd om snel te varen. Pas met de Drill Star, een Pacesetter, uit 1982 verkreeg Forex-Neptune een snelvarende semi.
In de jaren 1970 nam de vraag naar boorschepen en semi's af, waarop Forex-Neptune opnieuw jackups liet bouwen naar ontwerp van LeTourneau. De Trident I werd in 1975 opgeleverd, de Trident II in 1976, de Trident III in 1979 en de Trident IV in 1980. In 1980 werd de Trident V opgeleverd naar ontwerp van FELS. De Trident VI en Trident VIII uit 1981 en de Trident IX uit 1982 waren een ontwerp van MODEC, terwijl de Trident VII uit 1981 een ontwerp was van Baker Marine Corporation. In 1984 werd de door CFEM ontworpen STC Cicero overgenomen als Trident X.
In Irak groeide Forex-Neptune van een installatie in 1974 naar zeven in 1981, al was de winstgevendheid beperkt. Ook op het Arabisch schiereiland en in de Perzische Golf nam het aantal installaties op land en offshore toe. In Nigeria had het bedrijf in 1981 zestien installaties, waarvan vijf offshore.
In 1970 begon het bedrijf ook in Indonesië. In 1972 had het zeven installaties in bedrijf in het Verre Oosten voor Mobil en Pertamina. In 1973 werd ook in Maleisië begonnen met de tender Grand Large en de Trident I.
De Verenigde Staten was tot dan toe de grote ontbrekende regio voor Forex-Neptune. Met de uitbraak van de Irak-Iranoorlog bracht het bedrijf vier installaties die voor Irak bedoeld waren naar de VS en 1 mei 1981 boorde het daar voor het eerst, met rig 46 voor Elf Aquitaine in het oosten van Texas bij Huntsville. Hoewel het toen al 35 jaar actief was en 67 installaties op land en 22 offshore had, was het in de VS een grote onbekende.
Na de bijzonder goede jaren van 1979 tot 1982 begon in 1983 de recessie voelbaar te worden met de daling van de olieprijs. In het voorjaar van 1985 waren 2000 van de 6500 wereldwijd opererende installaties stilgelegd. Doordat Forex-Neptune niet speculeerde met de bouw van installaties, bleef het gezond, terwijl concurrenten in zwaar weer kwamen.
Vanaf 1982 beperkte het bedrijf de werving van personeel, terwijl de laatste opdracht voor de bouw van installaties in 1981 was geplaatst. Met de crisis werden de oudste installaties versneld uitgefaseerd. Na een succesvolle eerste twee jaar, vertraagde de crisis de groei op de Amerikaanse markt. Daarnaast was het bedrijf maar beperkt aanwezig op diep water, waar de Pentagones verouderd raakten.
De overname van een Amerikaanse boormaatschappij - al sinds de jaren 1970 overwogen - zou hier een doorbraak kunnen betekenen. De overname van de Southeastern Drilling Company (Sedco) door Schlumberger eind 1984 verraste echter ook het personeel binnen Forex-Neptune. De bedrijven vulden elkaar goed aan, met Sedco met een grote vloot semi's als specialist op diep water en in zware weersomstandigheden en Forex-Neptune met jackups en landinstallaties.

## Sedco Forex
Het bedrijf ging vanaf 1985 verder onder de naam Sedco Forex. De integratie verliep niet makkelijk, deels door de verschillende culturen en oorsprong, en deels door de crisis. Van de 120 installaties werden er 40 gesloopt in deze periode.
In 1990 kwam de boring langs de Afrikaanse kust weer op gang en in februari 1991 werd Techfor-Cosifor overgenomen van Perenco. Techfor-Cosifor had een sterke positie op de Afrikaanse markt.
In 1992 werd de semi Sovereign Explorer uit 1984 gekocht. Met deze GVA 4000 kon het bedrijf voor het eerst in Noorwegen aan de slag.
In 1999 fuseerde het bedrijf met Transocean tot Transocean Sedco Forex.

## Vloot
| Naam             | Type        | Ontwerp          | Werf                        | Jaar              | IMO     |
| ---------------- | ----------- | ---------------- | --------------------------- | ----------------- | ------- |
| Lutèce           | Swamp barge |                  |                             |                   |         |
| Belle-Isle       | Swamp barge |                  |                             |                   |         |
| Neptune 1        | Jackup      | LeTourneau 23    | CFEM Rouen, 23              | 29 april 1965     | 8752817 |
| Neptune Gascogne | Jackup      | LeTourneau 25    | CFEM Rouen, 25              | 15 december 1965  | 8752867 |
| Pentagone 81     | Semi        | Pentagone 81     | CFEM                        | juli 1969         | 7045827 |
| Grand Large      | Tender      |                  | LeTourneau Singapore, 65    | 15 september 1972 |         |
| Pentagone 82     | Semi        | Pentagone 81     | LeTourneau Brownsville 58   | 25 oktober 1973   | 7367457 |
| Trident I        | Jackup      | LeTourneau 82    | FELS Singapore, 83          | 7 januari 1975    | 8752740 |
| Trident II       | Jackup      | LeTourneau 84    | LeTourneau Singapore, 97    | december 1976     | 8756356 |
| Trident III      | Jackup      | LeTourneau 116-C | LeTourneau Singapore, 133   | 11 april 1979     | 8756368 |
| Trident IV       | Jackup      | LeTourneau 116-C | LeTourneau Brownsville, 144 | 5 maart 1980      | 8756370 |
| Trident V        | Jackup      | FELS             | FELS                        | 1980              | 8755730 |
| Trident VI       | Jackup      | MODEC 300C       | Mitsui                      | 1981              | 8756382 |
| Trident VII      | Jackup      | BMC              | Robin Shipyard              | 1981              | 8756394 |
| Trident VIII     | Jackup      | MODEC 300C       | Mitsui                      | 1981              | 8756409 |
| Trident IX       | Jackup      | MODEC 400C       | Mitsui                      | 1982              | 8756411 |
| Trident X        | Jackup      | CFEM T2005C      | CFEM                        | 1981              | 8756423 |
| Trident XI       | Jackup      | CFEM T2005C      | CFEM                        | 1982              | 8756435 |
| Trident XII      | Jackup      | BMC 300 IC       | Nippon Kokan K.K., SP-7     | 1982              | 8756447 |
| Drill Star       | Semi        | Pacesetter       | Framnæs, PF-106             | 1982              | 8751033 |